# Iglino
Iglino (in russo Иглино?; in baschiro Иглин) è un villaggio della Russia europea orientale, situato nella Repubblica autonoma della Baschiria; appartiene al rajon Iglinskij, del quale è il centro amministrativo.
Situato sul fiume Belekes (affluente della Ufa), 20 km a est di Ufa.